# Johann Friedrich Klotzsch
Johann Friedrich Klotzsch (Wittenberg, 9 de junho de 1805 — Berlim, 5 de novembro de 1860) foi um cientista alemão das áreas de Botânica, Micologia e Farmácia, além de ser médico. Entre 1830 e 1832 trabalhou no Royal Botanic Gardens, em Londres; entre 1834 e 1838 no atual Jardim Botânico de Berlim.

## Carreira
Seus principais trabalhos concentraram-se na área de Micologia, classificando e descrevendo vários fungos. Também classificou e descreveu várias espécies vegetais, inclusive tropicais e/ou brasileiras, como por exemplo, a Roupala brasiliensis.

## Obras
- Mykologische Berichtigungen zu der nachgelassenen Sowerbyschen Sammlung, so wie zu den wenigen in Linneschen Herbarium vorhandenen Pilzen nebst Aufstellung einiger ausländischer Gattungen und Arten, in Linnaea 7 S. 193-203 (1832)
- Herbarium vivum mycologicum sistens fungorum per totam Germaniam crescentium collectionem perfectam (1832)
- Pflanzen-Abbildungen und -beschreibungen zur Erkenntnis officineller Gewächse, 1838-1839
- Die botanischen Ergebnisse der Reise … des Prinzen Waldemar zu Preußen in den Jahren 1845 und 1846, 1862.
- Begoniaceen-Gattungen und Arten, 1855.